# لاکهید سی-۵ گالکسی
لاکهید سی-۵ گلکسی (به انگلیسی: Lockheed C-5 Galaxy) بزرگترین هواپیمای ترابری نظامی موجود در نیروی هوایی آمریکا است.

## تجهیزات
- نسخه C-5M Super Galaxy که در حقیقت نسخه بروز شده C-5 است و از موتورهای جدید و سیستم‌های ارتباطی مدرنی بهره می‌برد امکان ادامه خدمت این هواپیما را تا سال ۲۰۴۰ برای نیروی هوایی آمریکا مهیا کرده‌است.
- گالکسی با بالهای جدید رکوردهای جهانی پرواز مثل بیشترین وزن برخاستن(۹۲۰٫۸۳۶ پوند) را بدست آورد و در جنگ خلیج فارس با شرکت در عملیات طوفان صحرا ۲۲٫۴٪ از مجموع کل ماموریت‌های انجام شده ترابری استراتژیک را انجام داد.
- c-5m super galaxy
- این مدل شامل تا ۸۰٪ خدمات مشابه به c-5 را در خود حفظ کرده‌است."amc" برنامه‌ای جهت مدرنیزه کردن تمامی c-5bs و c-5cs و تعداد زیادی از c-5as را به این مدل آغاز کرد. برنامه مدرنیزه کردن ایونیک c-5 موسوم به amp(avionics modernization program) در سال ۱۹۹۸ آغاز شد و الکترونیک پروازی این غول به مدیریت ترافیک هوایی جهانی آپگرید شد که شامل سیستم‌های مخابرات، صفحات نمایش، تجهیرات ناوبری و امنیتی و نصب سیستم جدید خلبان خودکار بود. اولین پرواز مربوط به اولین c-5 همراه با آپگرید "amp"(85-0004) در دسامبر ۲۰۰۲ به وقوع پیوست.
- بخش دیگری از برنامه، تأمین امنیت هرچه بیشتر و برنامهٔ تعویض موتور موسوم به
- "reliability enhancement and re-engining program" یا همان "rerp" بود که شامل موتورهای cf6-80c2 جدید جنرال الکتریک، پیلون و واحدهای برق اضطراری به همراه ارتقاهایی در ظاهر و ساختمان هواپیما، ارابه‌های فرود، اتاقک خلبان و سیستم تنظیم فشار هوا می‌باشد. موتورهای قدرتمند cf6 توان تولید نیرویی ۲۲٪ بیشتر از موتورهای اولیه c-5 را دارا هستند که در نتیجه باعث کوتاه شدن ۳۰٪ مسیر take off، افزایش ۳۸٪ نرخ صعود، افزایش چشم گیر توان حمل بار و مداومت پروازی بیشتر می‌شود. گالکسی‌هایی که این تغییرات رو پشت سر گذاشته‌اند، c-5m super galaxy نامیده می‌شوند.
- بنابر برآورد نیروی هوایی ایالات متحده c-5m طی ۴۰ سال آینده چیزی حدود ۲۰ میلیارد دلار خرج خواهد داشت. اولین c-5m در ۱۶ مه ۲۰۰۶ تکمیل شد و اولین پرواز خود را در ۱۹ ژوئن همان سال انجام داد. تصمیم نهایی جهت ارتقاء تمامی c-5as و c-5bs به مدل c-5m در فوریه سال ۲۰۰۸ گرفته شد.c-5ms در ماه اوت ۲۰۰۸ سه تست توسعه پروازی را موفق پشت سر گذاشتند.

## تاریخچه در نیروی هوایی ایالات متحده
- هواپیمای C-5M Galaxy به سفارش نیروی هوایی آمریکا طراحی شده و در حال حاضر توسط این نیرو اداره می‌شود.
- این هواپیما به همراه رقیب روسی خود آنتونوف-۲۲۵ بزرگترین هواپیماهای باری جهان هستند.
- هواپیمای مذکور تست‌های عملیاتی و ارزیابی نهایی را در سال ۲۰۰۹ آغاز کرد. پروژهٔ آپگرید این غول لجستیکی تحت عنوان rerp تا سال ۲۰۱۶ به پایان رسید.
- شرکت لاکهید مارتین اعلام کرد که c-5m در تست‌های پروازی خود به تاریخ ۱۳ سپتامبر ۲۰۰۹، ۴۱رکورد جدید بدست آورده است. اطلاعات این پرواز توسط انجمن ملی هوانوردی جهت تأیید رسمی ثبت شده‌اند. در این رکورد c-5m 80110 کیلوگرم بار را در مسافت ۱۲۵۰۰ متری به مدت ۲۳ دقیقه و ۵۹ ثانیه طی کرد!!!
- این پرواز ۳۳ بار جهت بدست آوردن رکوردهای مختلف با بارهای مختلف تکرار شد و توانست رکورد حمل بار تا فاصلهٔ ۲۰۰۰ متری را بدست آورد. در این پرواز وزن take off هواپیما ۲۹۴۰۰۰ کیلوگرم بود که شامل بار، سوخت و خدمه بود.
- قراردادی جهت ارتقاء تمامی c-5s به "rerp" منعقد شده‌است. در این برنامه بیش از ۷۰ تغییر مشاهده می‌شود که شامل موتورهای کم صداتر، جدیدتر جنرال الکتریک که باعث افزایش امنیت بیشتر پرواز و مصرف ۱۰٪ سوخت کمتر از c-5s معمولی شده‌است، می‌باشد. تا الان ۵ فروند c-5m super galaxy تولید شده‌است.

## کشورهای استفاده‌کننده از این هواپیما
ایالات متحده آمریکا

## عملکرد پروازی
- بیشترین سرعت افقی: ۹۱۹ کیلومتر بر ساعت
- بیشترین سرعت کروز: ۹۰۰ کیلومتر برساعت
- سرعت کروز اقتصادی: ۸۳۳ کیلومتر بر ساعت
- سرعت واماندگی: (در بیشترین وزن فرود، بالچه ۴۰ درجه و موتور غیرفعال) ۱۹۳ کیلومتر بر ساعت
- بیشترین نرخ صعود: ۹ متر در ثانیه
- مسافت تیک آف برای برخاست: ۲٫۹ کیلومتر
- مسافت فرود: ۱٫۲ کیلومتر
- سقف پرواز خدمتی: ۱۰٫۸ کیلومتر
- برد با بیشترین بارمزد و سوخت ذخیره: ۱۰٫۴۱۱ کیلومتر

## سایر مشخصات
- قادر به جابجایی ۱۵ نفر در کابین فوقانی پیشین با ۷۵ صندلی برای نیروهای رزمی قادر به جابجایی ۲۷۰ نفر نیروی نظامی در کابین تحتانی
- قادر به حمل دو دستگاه تانک m1 یا ۶ فروند هلیکوپتر آپاچی یا ۱۶ عدد کانتینر ۳/۴ تنی، یا ۱۰ فروند موسیک پرشینگ (با ادوات پرتاب و تجهیزات)
- هیولای لاکهید سی-۵ ام کهکشان یک فروند اف ۱۴ دی تامکت را می‌بلعد !

## ویژگی‌ها
- استفادهٔ اصلی: جابه‌جایی بار و نیروها
- سازندهٔ اصلی: شرکت لاکهید مارتین
- موتور: چهار موتور توربوفن جنرال الکتریک
- رانش: ۷۶۰۰۰ پوند
- طول بال: ۶۷٫۸۹ متر
- طول: ۷۵٫۳۱ متر
- ارتفاع: ۱۹٫۸۴ متر